# Iridij
Iridij je kemijski element atomskog (rednog) broja 77 i atomske mase 192,217(3). U periodnom sustavu elemenata predstavlja ga simbol Ir.
Iridij je vrlo rijedak u Zemljinoj kori. To je srebrnobijel, tvrd ali krhak metal. Na zraku se nezaštićen može zagrijati do 2300 °C. Slitinama povećava tvrdoću. Zajedno s osmijem i platinom čini skupinu teških platinskih metala.
Iridij je 1803. godine otkrio Smithson Tennant (Engleska). Ime je dobio po latinskoj riječi iris što znači "duga" jer su mu spojevi jako obojeni.
Ni jedna vodena otopina ga ne napada. Razara ga tek rastaljena lužina. Kemijski je vrlo inertan (ne otapa se ni u zlatotopci) i od svih metala najotporniji prema koroziji. Zbog njegove otpornosti na koroziju, od njegove slitine je izrađen prametar (90% Pt i 10% Ir). Rabi se i za izradu laboratorijskog pribora.